# Policia Militar de Paraná
Les Policies Militars són Forces Auxiliars i Reserva de l'Exèrcit Brasiler, i part del Sistema de Seguretat Pública i Defensa Social del Brasil. Els seus membres són anomenats de militars de l'Estat per la Constitució Federal, així com els Bombers Militars. La funció principal de la Policia Militar de Paraná (PMPR) és la preservació de l'ordre públic a l'Estat de Paranà.

## Història
La Policia Militar de Paraná va ser creada com una unitat d'infanteria lleugera en el 10 d'agost de 1854, amb el nom de Companyia de Força Policial. Aquest origen militar es deu a la necessitat de tropes reforç en situacions d'emergència de l'Imperi Brasiler. Amb la Proclamació de la República del Brasil va aprovar una Constitució basada en els Estats Units d'Amèrica, on els Estats tenen una gran autonomia; on les policies s'han convertit en petites exèrcits regionals.
La història de la PMPR mostra una participació honrosa en els esdeveniments que van marcar la vida nacional brasilera.
- Guerra de la Triple Aliança
- Revolució Federalista
- Guerra de Contestado
- Revolta de 1924
- Revolució de 1930
- Revolució de 1932

Aquesta situació perillosa per a la Unitat Nacional es va mantenir fins al final de la Segona Guerra Mundial, amb la fi del govern dictatorial de Getúlio Vargas. És només des de 1946 que la policia militar ha canviat per la configuració d'ara, una espècie de gendarmeria que està subjecte als Estats.

## Designacions històriques
- 1854 - Força Policial;
- 1874 - Cos de Policia;
- 1891 - Cos Militar de Policia;
- 1892 - Regiment de Seguretat;
- 1917 - Força Militar;
- 1932 - Força Pública;
- 1939 - Força Policial;
- 1946 - Policia Militar.

## Organització

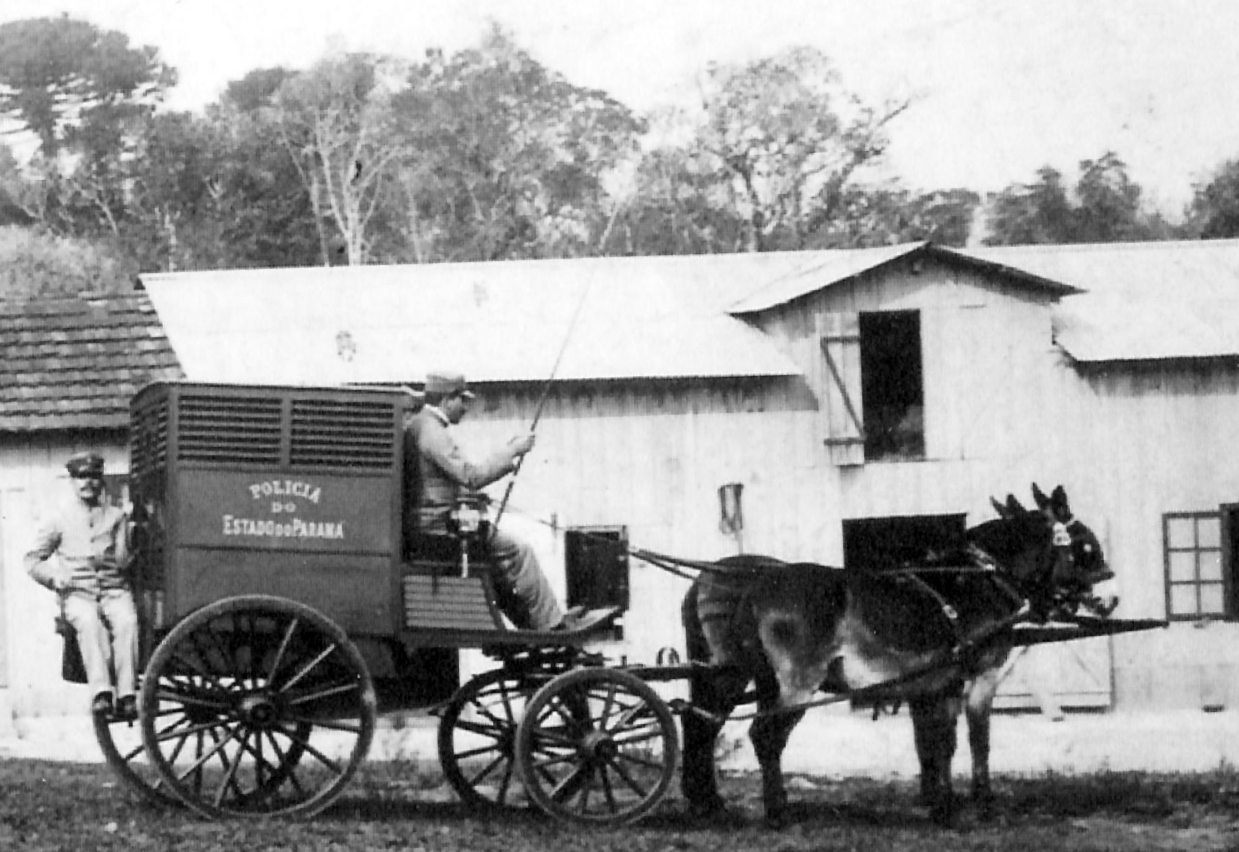
Transport de presos - 1909.

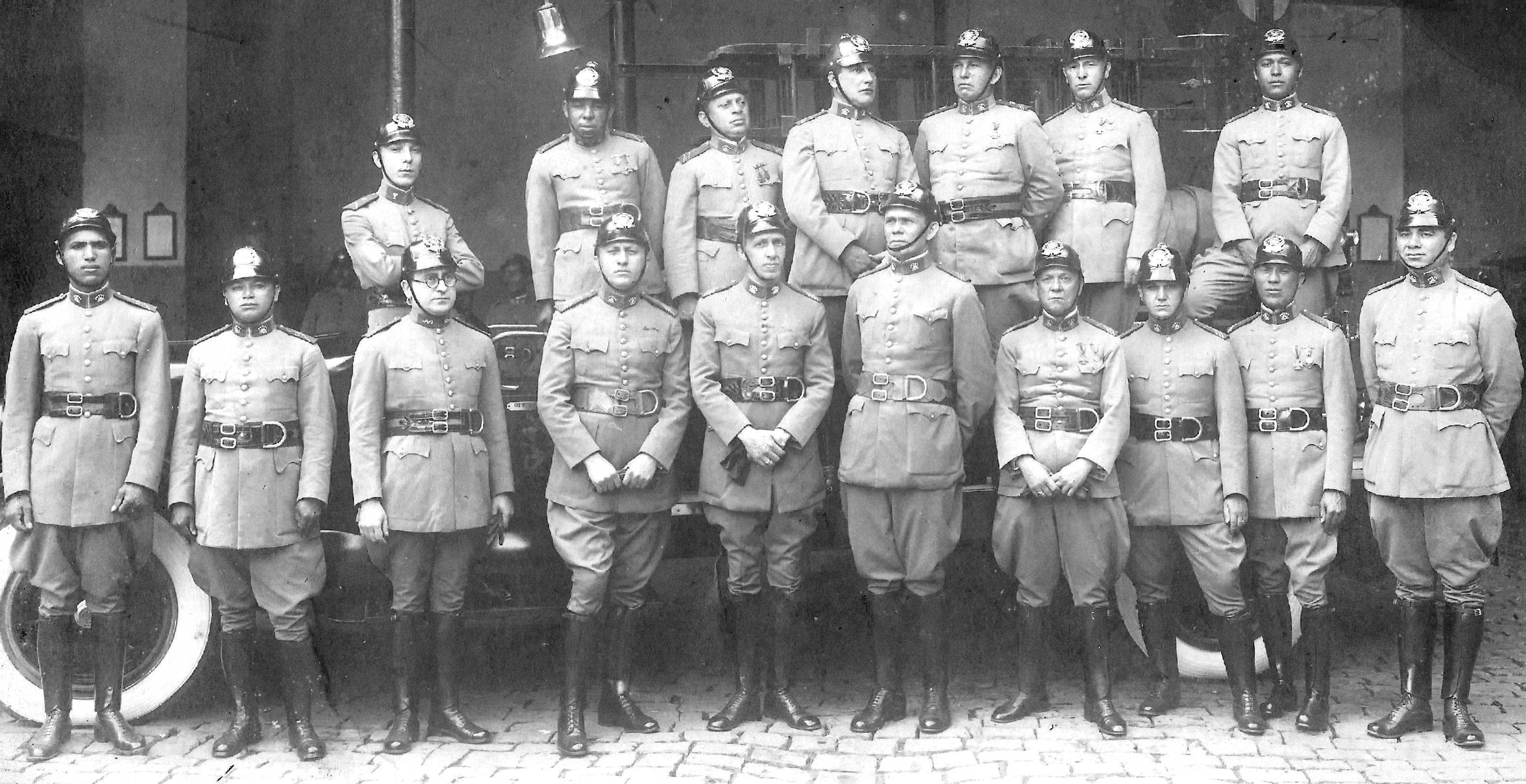
Oficials Bombers - 1923.

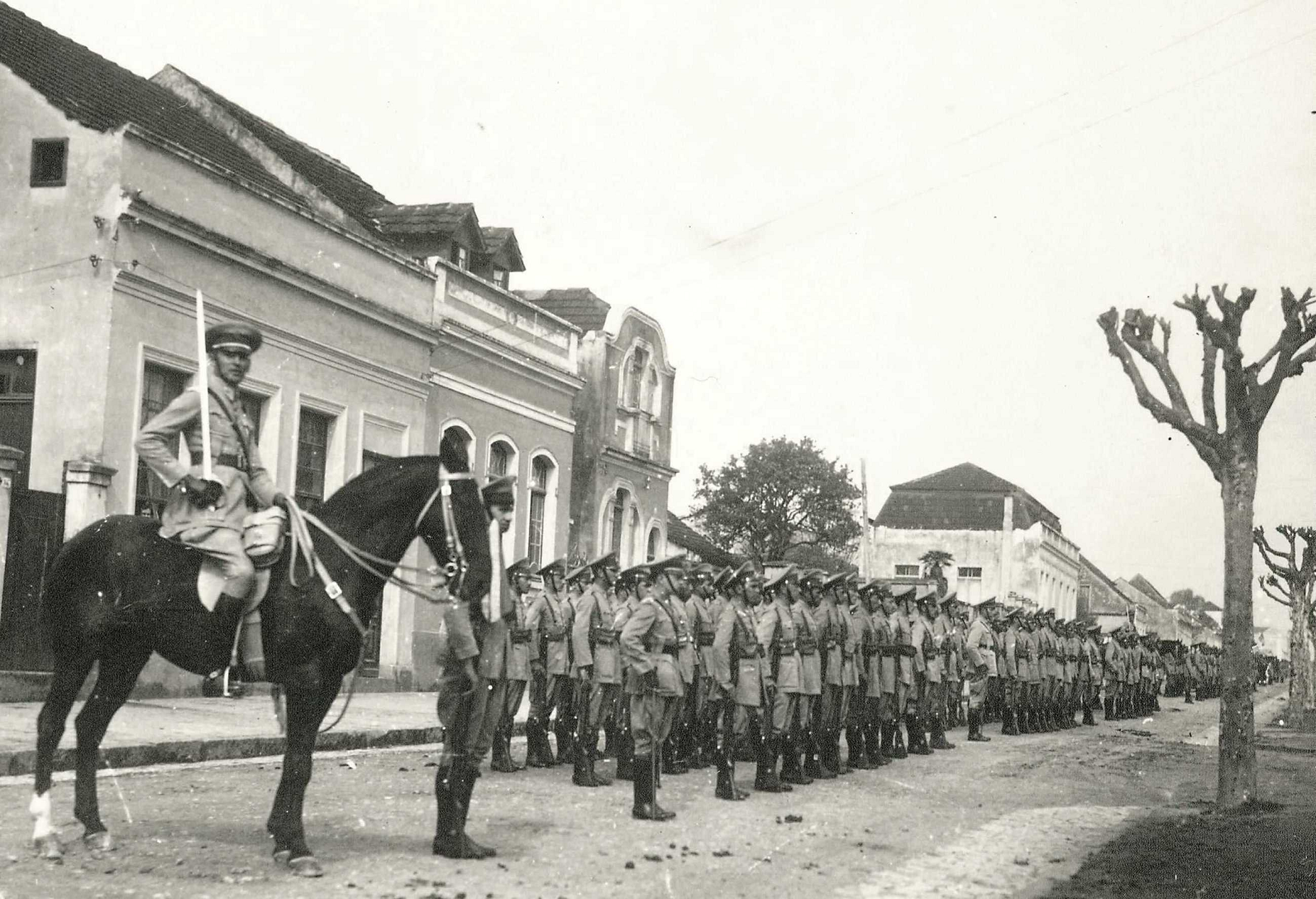
Desfilada de la Independència.

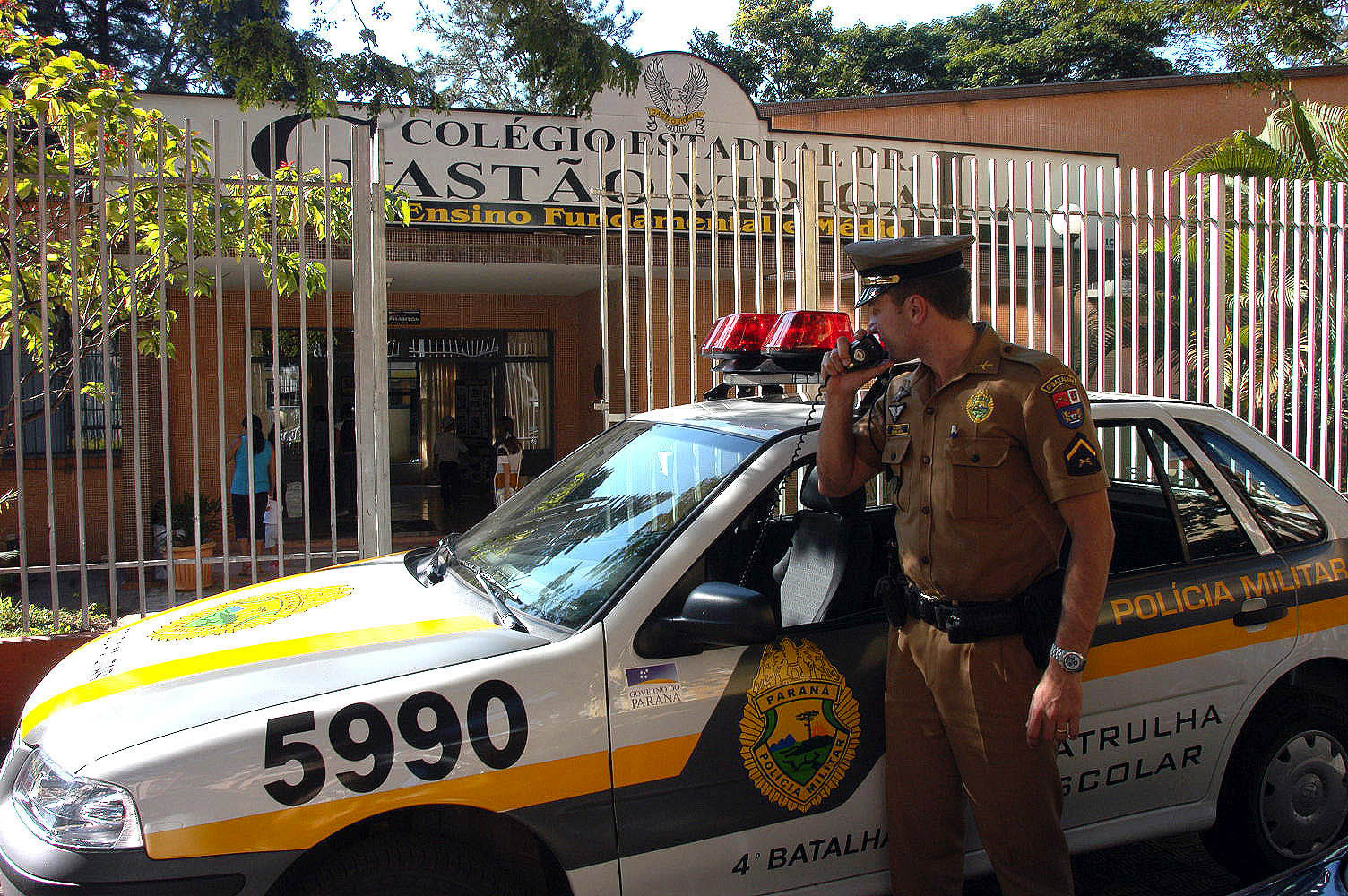
Patrulla Escolar - 2008.

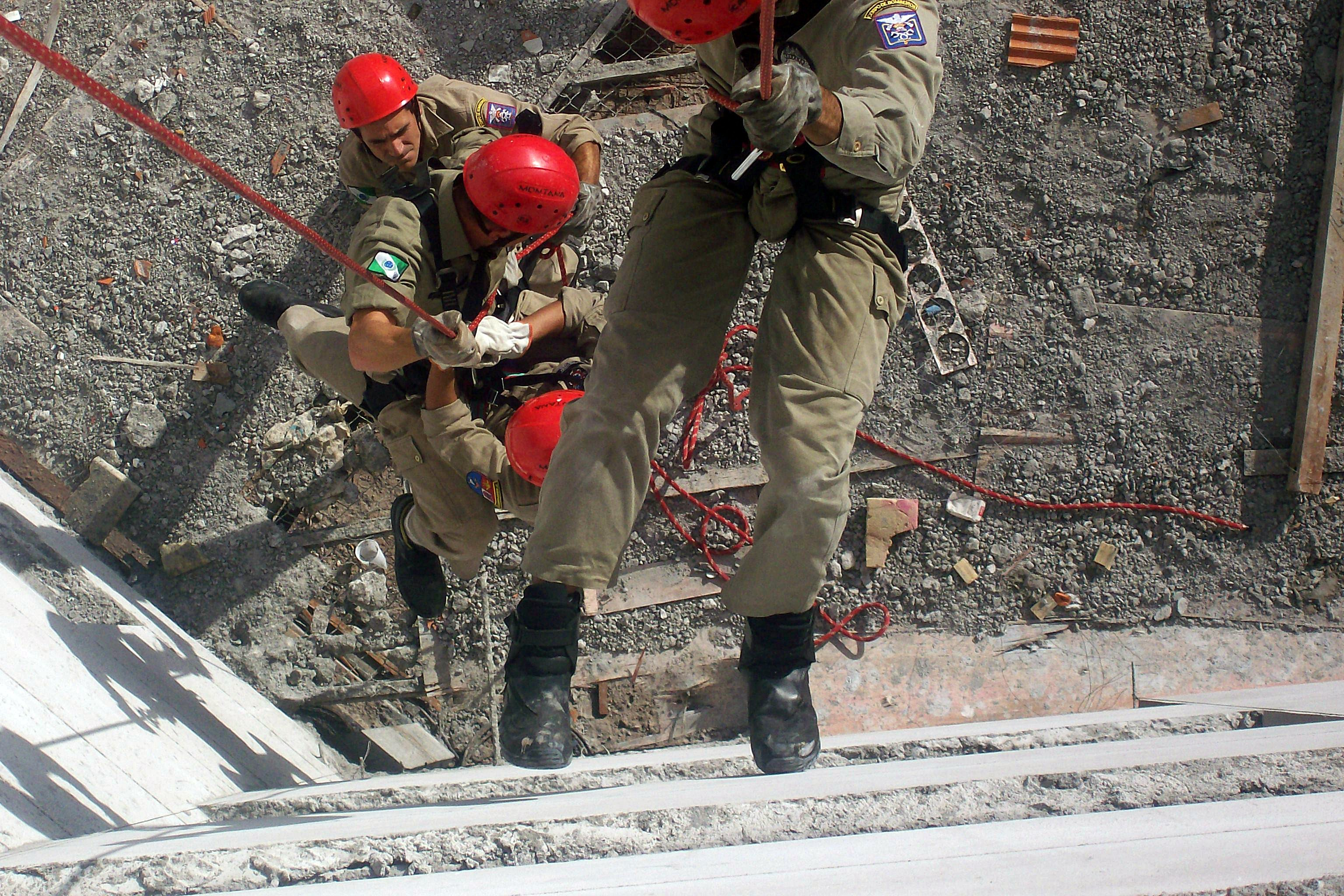
Entrenament de rescat.

La PMPR està organitzada en batallons, companyies i patrulles. Els batallons es basen en els principals centres urbans, i les seves companyies i patrulles es distribueixen, d'acord amb la densitat de població, a les ciutats properes.
La Policia Militar de Paraná és present en totes les ciutats de l'Estat.
Batallons de Policia Militar:
- 1r Batalló de Policia Militar - Ponta Grossa;
- 2n Batalló de Policia Militar - Jacarezinho;
- 3r Batalló de Policia Militar - Pato Branco;
- 4t Batalló de Policia Militar - Maringá;
- 5è Batalló de Policia Militar - Londrina;
- 6è Batalló de Policia Militar - Cascavel;
- 7è Batalló de Policia Militar - Cruzeiro do Oeste;
- 8è Batalló de Policia Militar - Paranavaí;
- 9è Batalló de Policia Militar - Paranaguá;
- 10è Batalló de Policia Militar - Apucarana;
- 11è Batalló de Policia Militar - Campo Mourão;
- 12è Batalló de Policia Militar - Curitiba;
- 13è Batalló de Policia Militar - Curitiba;
- 14è Batalló de Policia Militar - Foz do Iguaçu;
- 15è Batalló de Policia Militar - Rolândia;
- 16è Batalló de Policia Militar - Guarapuava;
- 17è Batalló de Policia Militar - São José dos Pinhais;
- 18è Batalló de Policia Militar - Cornélio Procópio;
- 19è Batalló de Policia Militar - Toledo;
- 20è Batalló de Policia Militar - Curitiba;
- 21r Batalló de Policia Militar - Francisco Beltrão;
- 22n Batalló de Policia Militar - Colombo;
- 23r Batalló de Policia Militar - Curitiba;
- 25r Batalló de Policia Militar - Umuarama;
  - 1a Companyia Independent de Policia Militar - Lapa;
  - 2a Companyia Independent de Policia Militar - União da Vitória;
  - 3a Companyia Independent de Policia Militar - Telêmaco Borba;
  - 4a Companyia Independent de Policia Militar - Londrina;
  - 5a Companyia Independent de Policia Militar - Umuarama;
  - 6a Companyia Independent de Policia Militar - Ivaiporã;
  - 7a Companyia Independent de Policia Militar - Arapongas;
  - 8a Companyia Independent de Policia Militar - Irati.

Unitats Especialitzades:
- Regiment de Policia Muntada;
- Batalló de Policia de Trànsit (urbà);
- Batalló de Policia de Carretera;
- Batalló de Policia de Guàrdia (presons);
- Batalló de Policia Forestal;
- Batalló de Patrulla Escolar;
- Batalló de Policia Esdeveniments;
- Batalló d'Operacions Especials;
- Batalló de Policia de Fronteres;
  - Companyia Independent de Policia de Guàrdia (cerimonial).

## Cos de Bombers
El Cos de Bombers de Paraná va ser creat el 1912. La Corporació està en la forma militaritzada com les Sapeurs-pompiers de França, i està integrat en l'estructura de la PMPR. Un Grup (en portuguès: Grupamento) és l'equivalent a un batalló, i un Subgrup (en portuguès: Subgrupamento) d'una companyia. Els grups i subgrups es basen en els principals centres urbans. En els petits pobles, la lluita contra incendis es porta a terme per petits grups de bombers voluntaris.
- 1r Grup de Bombers - Curitiba;

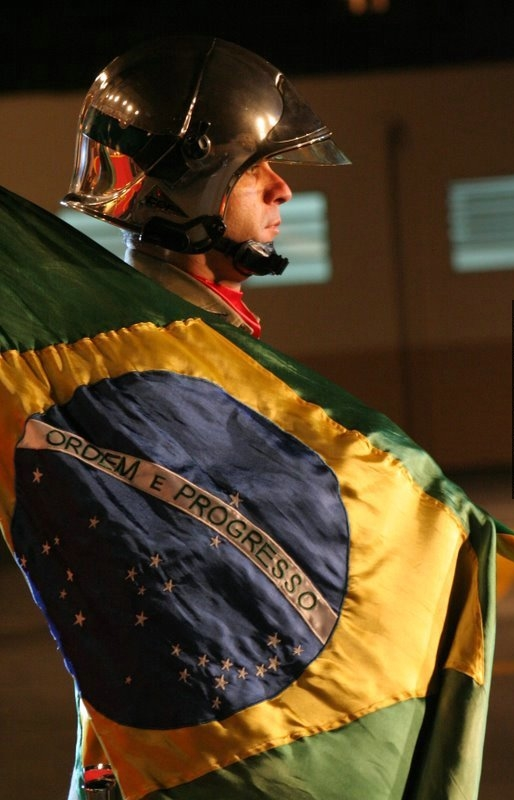
Tinent Abanderat.

- 2n Grup de Bombers - Ponta Grossa;
- 3r Grup de Bombers - Londrina;
- 4t Grup de Bombers - Cascavel;

- 5è Grup de Bombers - Maringá;
- 6è Grup de Bombers - São José dos Pinhais;
- 7è Grup de Bombers - Curitiba;
- 8è Grup de Bombers - Paranaguá;
- 9è Grup de Bombers - Foz do Iguaçu;
- 1r Subgrup Independiente de Bombers - Ivaiporã;
- 2n Subgrup Independiente de Bombers - Pato Branco;
- 3r Subgrup Independiente de Bombers - Francisco Beltrão;
- 4t Subgrup Independiente de Bombers - Apucarana;
- 5è Subgrup Independiente de Bombers - Guarapuava;
- 6è Subgrup Independiente de Bombers - Umuarama.

## Uniformes
Històricament, els militars brasilers van heretar les tradicions militars de Portugal. Des de la creació el 1854 fins als primers anys de la República, la PMPR va utilitzar el color blau (en portuguès: azul ferrete} en els seus uniformes. El 1913 el color caqui va ser aprovat, que per tradició, identifica la Policia Militar de Paranà, i es manté en ús fins als nostres dies.

## Rangs
La PMPR té la mateixa classificació jeràrquica de l'exèrcit, amb diferents tipus d'insígnies.
| Coronel | Tinent Coronel | Major | Capità | Primer Tinent | Segon Tinent | Aspirant a Oficial | Subtinent |
| ------- | -------------- | ----- | ------ | ------------- | ------------ | ------------------ | --------- |
| Coronel | Tinent Coronel | Major | Capità | Primer Tinent | Segon Tinent | Aspirant a Oficial | Subtinent |

| Sergent Primer | Sergent Segon | Sergent Tercer | Caporal | Soldat de Primer Classe |
| -------------- | ------------- | -------------- | ------- | ----------------------- |
| Sergent Primer | Sergent Segon | Sergent Tercer | Caporal | Soldat                  |